# Banc-fanal

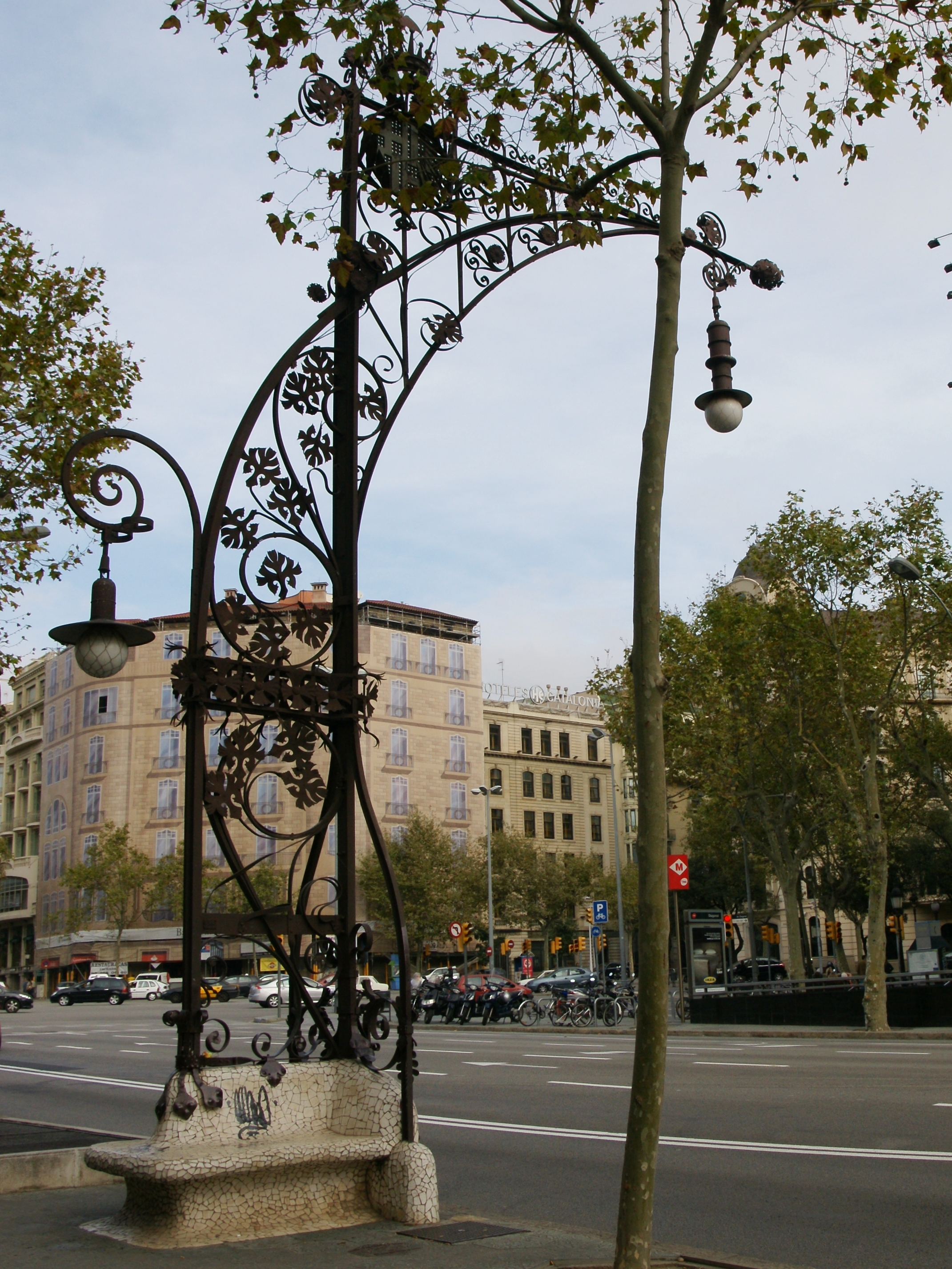
Banc-fanal.

Les bancs-fanals (en catalan : bancs-lampadaires) sont du mobilier urbain de style moderniste, maçonnés et disposés le long du Passeig de Gràcia à Barcelone. 

## Historique
Les bancs-fanals furent réalisés en 1906 par Pere Falqués i Urpí (1850-1916) qui était alors architecte municipal, et sont probablement ses œuvres les plus connues, bien qu'ils soient également attribués à l'architecte moderniste Antoni Gaudí. 
Il s'agit de 32 bancs maçonnés et recouverts de trencadis, technique classique du modernisme catalan. À côté de chaque banc se trouve un lampadaire en fer forgé, construit d'une seule pièce, réalisé par les forges Manuel Ballarín. Ses courbes en « coup de fouet » sont typiques de l'art nouveau dans lequel s'inscrit le modernisme catalan.

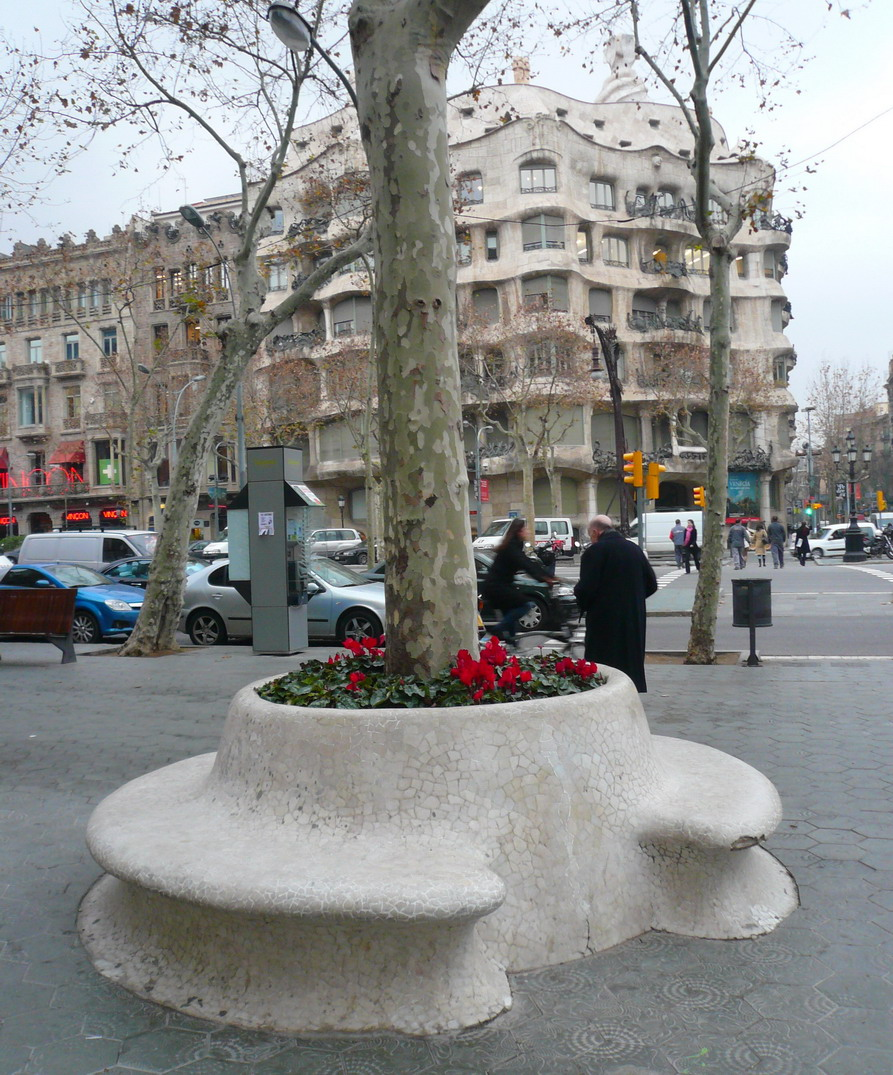
Lors de la ré-urbanitsation du Passeig de Gràcia en 1974, certaines jardinières furent créées en reproduisant l'esthétique des bancs-fanals.